# 數到十就親親你
《數到十就親親你》，為泰國第3電視台與WeTV於2021年2月24日起播出的浪漫喜劇，由Kao及Up主演。

## 劇情簡介
Gene是擅長寫科幻小說的自由作家，但在BL小說大行其道的年代，為了維持生計只能按出版社要求寫了第一部BL小說《腹黑工程老公》，但小說在上市後就成為暢銷書，因此小說也被製作公司相中改編成電視劇。
Nubsib是帥氣的20歲學生兼男模特兒，他參與了《腹黑工程老公》的男主角試鏡，最終因俊朗外貌和精湛演獲選為男主角。Nubsib和Gene在小時候曾是一起玩的鄰居，所以Nubsib在見到Gene的第一眼就認出了他，但是Gene卻沒有認出Nubsib，因此，雖然Nubsib表面看似彬彬有禮，但內心則有所打算，希望讓Gene愛上自己。
Nubsib在哥哥的協助下，成功住進了Gene的家。Gene在發現Nubsib擁有良好的廚藝和幫忙做家務時，讓他覺得和Nubsib一起生活還不錯。由於Gene沒有戀愛經歷，所以無法寫小說的親密情節。Nubsib在知道Gene的處境後，主動提出願意通過「實戰」方式來幫他找尋靈感，隨著在生活和工作中的親密接觸，不知不覺中兩人的關係開始發生了微妙的變化。

## 演員陣容
註：括號內的演員姓名為小名。

### 主要人物
- 諾帕考·德查帕塔納坤（Kao）飾演 Nubsib

20歲的大學學生，擔任Gene所寫的BL小說改編電視劇的男主角，從一開始就對Gene看上眼，之後與Gene展開同居生活。
- 普姆帕特·伊安查芒（Up）飾演 Gene

Tum的大學同學，原為科幻小說作家，在出版社的要求下第一次寫了BL小說，結果大受歡迎，之後在生活所迫下只能繼續在出版社壓逼下寫第二部BL小說。

### 其他人物
- 斯里康·卡纳努克（Bruce）飾演 Aey

看似暗戀Nubsib的大學同學，其實是暗戀Gene，Gene的BL電視劇男主角。
- 瓦辛·帕努纳彭（Kenji）飾演 Hin

Gene的作家助理。
- 帕岚尤·苏克萨姆兰（Ken）飾演 Tum

與Nubsib親近的哥哥兼經紀人，Gene的大學同學。
- 蔡辰逸（Chap）飾演 Saymork

Tiffy的朋友，Gene的BL電視劇的主要演員。
- 娜塔茹泰·阿卡娜吉塔纳库（Zorzo）飾演 Tiffy

Aey的經紀人，Saymork的朋友。
- Niroth Ruencharoen 飾演 Mai

Gene的BL電視劇導演。
- 素撒·猜唷罗（Nu）飾演 Teep

Gene的爸爸。
- Ornanong Panyawong 飾演 Run

Gene的媽媽。
- Prissana Klampinij（Poo）飾演 Orn

Nubsib的媽媽。
- Sutthirak Tangsutthichai（Top）飾演 Nueng

Nubsib的哥哥。

### 特別出演
- 王敏成（Kaownah）飾演 本人

參與Gene的BL電視劇試鏡的熱門BL劇演員。
- 查诺崇·布恩玛纳翁（Turbo）飾演 本人

參與Gene的BL電視劇試鏡的熱門BL劇演員。
- 拉查蓬·阿诺玛契提（Poppy）飾演 Jap

Gene的哥哥。
- Tatchapol Thitiapichai（Tan）飾演 Jim

Gene的大學同學。
- 林亦乐（Green）飾演 Korn

Gene的大學同學。
- 素科爾·薩斯喀徹溫（Jome）

Nubsib的爸爸。

## 劇集迴響

### 泰國電視收視
- 收視最低的集數以藍色表示，收視最高的集數以紅色表示，而空格則表示該集的收視沒有相關數據。

| 集數 No.   | 播放日期      | 播放時段 (UTC+07:00) | 平均收視率 | 來源   |
| ---------- | ------------- | -------------------- | ---------- | ------ |
| 1          | 2021年2月24日 | 星期三 22:58         | 0.408      | [ 4 ]  |
| 2          | 2021年3月3日  | 星期三 22:58         | 0.400      | [ 5 ]  |
| 3          | 2021年3月10日 | 星期三 22:58         | 0.382      | [ 6 ]  |
| 4          | 2021年3月17日 | 星期三 22:58         | 0.368      | [ 7 ]  |
| 5          | 2021年3月24日 | 星期三 22:58         | 0.314      | [ 8 ]  |
| 6          | 2021年3月31日 | 星期三 22:58         | 0.374      | [ 9 ]  |
| 7          | 2021年4月7日  | 星期三 23:00         | 0.492      | [ 10 ] |
| 8          | 2021年4月14日 | 星期三 23:00         | 0.464      | [ 11 ] |
| 9          | 2021年4月21日 | 星期三 23:00         | 0.440      | [ 12 ] |
| 10         | 2021年4月28日 | 星期三 23:00         | 0.446      | [ 13 ] |
| 11         | 2021年5月5日  | 星期三 23:00         | 0.319      | [ 14 ] |
| 12         | 2021年5月12日 | 星期三 23:00         | 0.295      | [ 15 ] |
| 平均收視率 | 平均收視率    | 平均收視率           | 0.392      | 1      |

^1  基於每集的平均觀眾份額。

## 特別篇
劇終後，劇組於2021年6月9日推出最後一集的特別篇，內容為第12集完結後，兩年後的後續劇情（片長約105分鐘）。

### 出處
1. ↑  . MGR Online. 2021-03-01 （泰语）.
2. ↑  . Sanook.com. 2021-02-24  [2021-03-10]. （原始内容存档于2021-04-20） （泰语）.
3. ↑  . 漫遊，影程. 2021-02-01 （中文）.
4. ↑  . facebook.com. เขวี้ยงรีโมท. 2021-02-25  [2021-02-25] （泰语）.
5. ↑  . facebook.com. เขวี้ยงรีโมท. 2021-03-04  [2021-03-04] （泰语）.
6. ↑  . facebook.com. เขวี้ยงรีโมท. 2021-03-11  [2021-03-11] （泰语）.
7. ↑  . facebook.com. เขวี้ยงรีโมท. 2021-03-18  [2021-03-18] （泰语）.
8. ↑  . facebook.com. เขวี้ยงรีโมท. 2021-03-25  [2021-03-25] （泰语）.
9. ↑  . facebook.com. เขวี้ยงรีโมท. 2021-04-01  [2021-04-01] （泰语）.
10. ↑  . facebook.com. เขวี้ยงรีโมท. 2021-04-08  [2021-04-08] （泰语）.
11. ↑  . facebook.com. เขวี้ยงรีโมท. 2021-04-16  [2021-04-16] （泰语）.
12. ↑  . facebook.com. เขวี้ยงรีโมท. 2021-04-22  [2021-04-22] （泰语）.
13. ↑  . facebook.com. เขวี้ยงรีโมท. 2021-04-29  [2021-04-29] （泰语）.
14. ↑  . facebook.com. เขวี้ยงรีโมท. 2021-05-06  [2021-05-06] （泰语）.
15. ↑  . facebook.com. เขวี้ยงรีโมท. 2021-05-13  [2021-05-13] （泰语）.
16. ↑  . นับสิบจะจูบ Lovely Writer. 2021-06-01  [2021-06-02]. （原始内容存档于2021-09-12） （泰语）.

## 外部連結
- 《數到十就親親你》的Facebook專頁（泰文）
- 《數到十就親親你》的Instagram帳戶（泰文）
- YouTube上的《數到十就親親你》播放列表（泰文）
- 泰國第3電視台官方網站 （页面存档备份，存于）（泰文）
- MyDramaList 劇集介紹及劇評 （页面存档备份，存于）（英文）
- 豆瓣电影上《數到十就親親你》的資料 （简体中文）